# 2004-es IIHF divízió III-as jégkorong-világbajnokság
A 2004-es IIHF divízió III-as jégkorong-világbajnokságot Reykjavíkban, Izlandon rendezték március 16. és 21. között. A vb-n 5 válogatott vett részt, egy ötös csoportban.

## Résztvevők
A világbajnokságon az alábbi 5 válogatott vett részt.
| Csapat       | Kvalifikáció módja                                                             |
| ------------ | ------------------------------------------------------------------------------ |
| Mexikó       | Előző évben a divízió II A csoportjának 6. helyén végzett és kiesett.          |
| Izland       | Rendező, előző évben a divízió II B csoportjának 6. helyén végzett és kiesett. |
| Törökország  | Előző évben a divízió III 3. helyén végzett.                                   |
| Örményország | Először indult IIHF-tornán.                                                    |
| Írország     | Először indult IIHF-tornán.                                                    |

## Eredmények
| Jelmagyarázat              |
| -------------------------- |
| Feljutott a divízió II-be. |

### Végeredmény
| Nemzet       | M | Gy | D | V | G+ | G- | Gk  | P |
| ------------ | - | -- | - | - | -- | -- | --- | - |
| Izland       | 4 | 3  | 1 | 0 | 46 | 8  | +38 | 7 |
| Törökország  | 4 | 3  | 0 | 1 | 26 | 14 | +12 | 6 |
| Mexikó       | 4 | 2  | 1 | 1 | 29 | 8  | +21 | 5 |
| Írország     | 4 | 1  | 0 | 3 | 23 | 23 | 0   | 2 |
| Örményország | 4 | 0  | 0 | 4 | 2  | 73 | −71 | 0 |

A mérkőzések kezdési időpontjai helyi idő szerint (UTC±0) értendők.
| 2004. március 16. 16:00 | Írország | 3–8 (2–2, 1–4, 0–2) | Mexikó | Reykjavík |

|  |  |  |  |  |
|  |  |  |  |  |
|  |  |  |  |  |
|  |  |  |  |  |

| 2004. március 16. 20:00 | Törökország | 5–7 (2–5, 1–1, 2–1) | Izland | Reykjavík Nézőszám: 890 |

| Jegyzőkönyv | Jegyzőkönyv | Jegyzőkönyv | Jegyzőkönyv | Jegyzőkönyv |
| ----------- | ----------- | ----------- | ----------- | ----------- |
|             |             |             |             |             |
|             |             |             |             |             |
|             |             |             |             |             |
|             |             |             |             |             |

| 2004. március 17. 20:00 | Örményország | 1–15 (1–3, 0–5, 0–7) | Írország | Reykjavík Nézőszám: 378 |

| Jegyzőkönyv | Jegyzőkönyv | Jegyzőkönyv | Jegyzőkönyv | Jegyzőkönyv |
| ----------- | ----------- | ----------- | ----------- | ----------- |
|             |             |             |             |             |
|             |             |             |             |             |
|             |             |             |             |             |
|             |             |             |             |             |

| 2004. március 18. 16:30 | Mexikó | 2–3 (0–1, 1–0, 1–2) | Törökország | Reykjavík |

|  |  |  |  |  |
|  |  |  |  |  |
|  |  |  |  |  |
|  |  |  |  |  |

| 2004. március 18. 20:00 | Izland | 30–0 (13–0, 13–0, 4–0) | Örményország | Reykjavík Nézőszám: 1462 |

| Jegyzőkönyv | Jegyzőkönyv | Jegyzőkönyv | Jegyzőkönyv | Jegyzőkönyv |
| ----------- | ----------- | ----------- | ----------- | ----------- |
|             |             |             |             |             |
|             |             |             |             |             |
|             |             |             |             |             |
|             |             |             |             |             |

| 2004. március 19. 20:00 | Írország | 1–7 (1–1, 0–6, 0–0) | Izland | Reykjavík Nézőszám: 938 |

| Jegyzőkönyv | Jegyzőkönyv | Jegyzőkönyv | Jegyzőkönyv | Jegyzőkönyv |
| ----------- | ----------- | ----------- | ----------- | ----------- |
|             |             |             |             |             |
|             |             |             |             |             |
|             |             |             |             |             |
|             |             |             |             |             |

| 2004. március 20. 16:30 | Törökország | 7–4 (2–1, 4–0, 1–3) | Írország | Reykjavík Nézőszám: 303 |

| Jegyzőkönyv | Jegyzőkönyv | Jegyzőkönyv | Jegyzőkönyv | Jegyzőkönyv |
| ----------- | ----------- | ----------- | ----------- | ----------- |
|             |             |             |             |             |
|             |             |             |             |             |
|             |             |             |             |             |
|             |             |             |             |             |

| 2004. március 20. 20:00 | Mexikó | 17–0 (3–0, 9–0, 5–0) | Örményország | Reykjavík Nézőszám: 313 |

| Jegyzőkönyv | Jegyzőkönyv | Jegyzőkönyv | Jegyzőkönyv | Jegyzőkönyv |
| ----------- | ----------- | ----------- | ----------- | ----------- |
|             |             |             |             |             |
|             |             |             |             |             |
|             |             |             |             |             |
|             |             |             |             |             |

| 2004. március 21. 16:30 | Örményország | 1–11 (0–7, 1–3, 0–1) | Törökország | Reykjavík Nézőszám: 518 |

| Jegyzőkönyv | Jegyzőkönyv | Jegyzőkönyv | Jegyzőkönyv | Jegyzőkönyv |
| ----------- | ----------- | ----------- | ----------- | ----------- |
|             |             |             |             |             |
|             |             |             |             |             |
|             |             |             |             |             |
|             |             |             |             |             |

| 2004. március 21. 20:00 | Izland | 2–2 (1–1, 0–0, 1–1) | Mexikó | Reykjavík |

|  |  |  |  |  |
|  |  |  |  |  |
|  |  |  |  |  |
|  |  |  |  |  |